# Jan Tenhaven
Jan Tenhaven (* 1969 in Essen) ist ein deutscher Dokumentarfilmregisseur, Fernsehjournalist und Dozent.

## Leben und Arbeit
Tenhaven studierte Sozialwissenschaften in Bochum und Berlin. 1999 setzte er seine Studien als RIAS Media Fellow an der Duke University fort. Er arbeitete als Nachrichtenreporter und von 1998 bis 2001 als Redaktionsleiter und Fernsehkorrespondent für APM Media in London. Seit 2001 ist er in Berlin und Leipzig als Autor und Regisseur von Reportagen, Dokumentationen und Dokumentarfilmen tätig. So drehte er unter anderem Filme im Bereich Kultur und Wissenschaft für den MDR. Ab 2004 lehrte er als Dozent für Fernsehjournalismus an der EMS Electronic Media School. 2007 nahm er an der Documentary Campus Masterschool teil. Im gleichen Jahr begann er für die Gebrueder beetz filmproduktion zu arbeiten.
Seinen ersten Kinodokumentarfilm Herbstgold über fünf sehr alte Athleten aus ganz Europa schloss Tenhaven im Jahr 2010 ab. Für diesen Film erhielt er u. a. den Filmmakers Award 2010 beim Hot Docs Canadian International Documentary Festival, wo der Film auch seine internationale Premiere hatte, den Grand Prize Of The Jury beim Guangzhou International Documentary Festival, sowie den IDFA DOC U Award, den Preis der Jugendjury beim International Documentary Film Festival Amsterdam.
Für seine Fernsehdokumentation Der Krieg in mir über späte Kriegstraumen (Co-Autor: Jochen Schmutz) wurde er mit dem Medienpreis für Wissenschaftsjournalismus 2009 der DGPPN ausgezeichnet.
Sein Dokumentarfilm Die Silicon Valley-Revolution über die Anfänge des Personal Computers wurde beim Berlin & Beyond Film Festival 2017 in San Francisco mit dem Publikumspreis ausgezeichnet, gewann den Journalistenpreis Informatik 2017 der Universität des Saarlands und wurde im August 2018 von Thomas Kerstan, Redakteur der Wochenzeitung Die Zeit, in den „modernen Kanon aus hundert Meisterwerken“ aufgenommen.
Gemeinsam mit Axel Friedrich entwickelte Jan Tenhaven im Jahr 2003 für den Mitteldeutschen Rundfunk die Zoo-Dokusoap Elefant, Tiger & Co., die zum Vorbild für weitere Tierpark-Soaps wurde.
Jan Tenhaven ist u.a Mitglied in der Arbeitsgemeinschaft Dokumentarfilm (AG Dok) sowie in der Deutschen Akademie für Fernsehen (DAfF), wo er zurzeit Vorsitzender der Sektion Dokumentarfilm ist.

## Filmografie (Auswahl)
- 2024 Schock Schalom - jung, jüdisch, jetzt, Dokumentarfilm, ZDF, 30 Min.[8][9]
- 2022 Adam & Ida - Almost a Fairytale, Dokumentarfilm, NDR, 83 Min.

- 2020 Hey, ich bin Jude! - Jung. Jüdisch. Deutsch., Dokumentarfilm, ZDF, 45 Min.
- 2019 Lilos Lachen – Das erstaunliche Leben der Liselotte Pulver, Dokumentarfilm, NDR/ARD, 60 Min.
- 2017 Die Silicon Valley-Revolution – Wie ein paar Freaks die Welt veränderten, Dokumentation, WDR/ARD/ARTE, 90 Min.
- 2017 Dieses bunte Deutschland – Über den Mut nach der Flucht, Dokumentarfilm, SWR/RBB/ARD, 90 Min. (Gesamtregie)
- 2015 Berlin und Brandenburg von oben, Dokumentarfilm, RBB, 90 Min.
- 2014 Pretty Ugly – Schön kann jeder!, Dokumentarfilm, ARTE, 52 Min.
- 2013 Make Love, Doku-Serie, MDR/SWR, 5x45 Min. (Schnittregie)
- 2013 Ägyptens versunkene Hafenstadt – Ein Mythos taucht auf, Dokumentarfilm, ARTE, 52 Min.
- 2013 Der Schoko-Jäger – Kakaoanbau in Ecuador, Reportage, ZDF, 30 Min.
- 2012 Drei Farben Grün – Das raue Irland, Dokumentarfilm, ARTE, 45 Min.
- 2013 Drei Farben Grün – Das fruchtbare Irland, Dokumentarfilm, ARTE, 45 Min.
- 2013 Drei Farben Grün – Das sanfte Irland, Dokumentarfilm, ARTE, 45 Min.
- 2010 Herbstgold, Kinodokumentarfilm, 94 Min.
- 2009 Angriff auf die Sinne – Wie wir Verbraucher verführt werden, Dokumentarfilm, ARD, 45 Min.
- 2008 Der Krieg in mir – Das schlummernde Trauma, Reportage, MDR, 30 Min.
- 1999 Die Zeche zahlen die Ärmsten – Ein Schuldenerlass für die Dritte Welt, Reportage, WDR, 30 Min.
- 1995 Fünf Jahre Abenteuer – Mit dem Fahrrad um die Welt, Reportage, MDR, 30 Min.